# Sticherus quadripartitus
Sticherus quadripartitus là một loài dương xỉ trong họ Gleicheniaceae. Loài này được Poir. Ching mô tả khoa học đầu tiên năm 1940.